# Karl Imfeld (Maler)
Karl Imfeld (* 9. März 1902 in Sarnen; † 14. Juni 1988 ebenda) war ein Schweizer Maler und Zeichner. Seine Themen waren Landschaften, Stillleben und Porträts. Zudem schuf er Plastiken.

## Ausstellungen (Auswahl)
- 1954 Schweizerische Plastikausstellungen Biel ESS/SPA: Bronzefiguren und Zeichnungen[1]